# 니타 암바니
니타 암바니(Nita Ambani, 1963년 11월 1일 ~ )는 릴라이언스 재단장이자 창립자이다. 릴라이언스 인더스트리즈의 회장 무케시 암바니의 부인이다. 뭄바이 인디언스의 소유주이기도 하다. 국제 올림픽 위원회원이 된 첫번째 인도인 여성이다.